# Бруклин 9-9 (сезон 6)
Премьера шестого сезона ситкома «Бруклин 9-9» состоялась 10 января 2019 года на американском телеканале NBC; заключительная серия сезона вышла в эфир 16 мая 2019 года. Шестой сезон состоял из 18 эпизодов.

## Актеры и персонажи
| - Энди Сэмберг — Джейк Перальта - Стефани Беатрис — Роза Диас - Терри Крюс — Терри Джеффордс - Мелисса Фумеро — Эми Сантьяго - Джо Ло Трульо — Чарльз Бойл - Челси Перетти — Джина Линетти - Андре Брауэр — Рэймонд Холт - Дирк Блокер — Майкл Хичкок - Джоэл Маккиннон Миллер — Норман Скалли |

## Эпизоды
| № общий | № в сезоне | Название                                         | Режиссёр            | Автор сценария             | Дата премьеры   | Произв. код | Зрители в США (млн) |
| --- | ---------- | ------------------------------------------------ | ------------------- | -------------------------- | --------------- | ----------- | ------------------- |
| 113 | 1          | «Honeymoon» «Медовый месяц»                      | Джовани Лампасси    | Нил Кэмпбелл               | 10 января 2019  | 601         | 3,54                |
| Джейк и Эми тратят свою свадебную страховку на поездку в Мексику на пляжный курорт. Они останавливаются в том же самом отеле, где зализывает раны капитан Холт, проигравший выборы на должность комиссара полиции Джону Келли. Депрессия Холта портит молодожёнам их медовый месяц, поэтому они решаю помочь капитану прийти в себя, однако в итоге их усилия приводят к тому, что Холт собирается уйти в отставку. Тем временем Терри всеми силами пытается быть хорошим начальником участка во время отсутствия Холта, а Бойл пытается узнать у Джины, почему их родители решили развестись. |            |                                                  |                     |                            |                 |             |                     |
| 114 | 2          | «Hitchcock & Scully» «Хичкок и Скалли»           | Кортни Каррильо     | Лэнг Фишер                 | 17 января 2019  | 602         | 2,83                |
| Отдел внутренних расследований начинает подозревать Хичкока и Скалли в краже денег у задержанного ими в 1986 году наркоторговца. В связи с этим Джейку и Бойлу необходимо срочно выяснить, правдивы эти обвинения или нет. Из-за кампании, начатой Холтом против комиссара полиции Джона Келли, последний закрывает нижний этаж участка на ремонт и переводит вех сотрудников на второй этаж. Работа в условиях чудовищной тесноты заставляет Эми и её подчинённых конфликтовать с Розой и Терри. Тем временем, Джина помогает Холту подготовиться к телевизионному интервью, в котором он вновь намерен критиковать комиссара Келли. |            |                                                  |                     |                            |                 |             |                     |
| 115 | 3          | «The Tattler» «Стукач»                           | Дженнифер Арнольд   | Дэвид Филлипс              | 24 января 2019  | 603         | 2,75                |
| Джейк и Джина отправляются в свою школу на двадцатилетний юбилей их выпуска. На вечеринке Джейк пытается раз и навсегда выяснить, кто из его одноклассников распространил в выпускном классе слух о том, что он стукач, который закладывает собственных друзей, а Джина старается продать потенциальному инвестору несуществующее мобильное приложение. Тем временем, Холт, Терри, Хичкок и Скалли принимают участие в конкурсе на радио, а Чарльз помогает Розе сделать выбор между двумя людьми, с которыми она хотела бы завести отношения. |            |                                                  |                     |                            |                 |             |                     |
| 116 | 4          | «Four Movements» «Четыре движения»               | Люк Дель Тредичи    | Фил Аугуста Джексон        | 31 января 2019  | 604         | 2,72                |
| Джина сообщает всем своим коллегам, что уходит из участка, и обещает подарить на прощание каждому свой особенный «момент Джины». Холт пытается научить её играть в шахматы и понимает, что жизнь никогда не идёт по плану, Роза и постоянно плачущая из-за ёё ухода Эми идут на прощальный обед, а Джейк устраивает вечеринку-прощание для своей подруги и приглашает на неё Марио Лопеса. |            |                                                  |                     |                            |                 |             |                     |
| 117 | 5          | «A Tale of Two Bandits» «Сказка о двух бандитах» | Кортни Каррильо     | Люк Дель Тредичи           | 7 февраля 2019  | 605         | 3,04                |
| На улицах Бруклина появляется угонщик машин, который полностью копирует стиль Дага Джуди. Сам Джуди получает угрозы от владельцев угнанных машин и вынужден работать вместе с Джейком и Терри, чтобы найти подражателя, которым оказывается… сестра Дага по имени Труди Джуди. Тем временем, остальные сотрудники участка пытаются сохранить за полицией свой любимый бар, вступив в алкогольный турнир с пожарниками, которые тоже положили глаз на это место. |            |                                                  |                     |                            |                 |             |                     |
| 118 | 6          | «The Crime Scene» «Место преступления»           | Майкл Макдональд    | Джастин Ноубл              | 14 февраля 2019 | 606         | 2,56                |
| Джейк и Роза берутся за дело об убийстве, в котором не находится ни одной улики или зацепки. Дело становится ещё более сложным, когда Джейк даёт матери погибшего обещание найти убийцу её сына. |            |                                                  |                     |                            |                 |             |                     |
| 119 | 7          | «The Honeypot» «Приманка»                        | Фил Аугуста Джексон | Кэрол Колб                 | 21 февраля 2019 | 607         | 2,42                |
| После ухода Джины Джейк помогает Холту найти личного помощника; на очередном собеседовании они понимают, что новый соискатель — это шпион, засланный комиссаром Келли. Холт хочет поскорее избавиться от агента комиссара, но Джейк предлагает использовать его против Келли. Эми пытается навести порядок в участке и заставляет своих коллег избавиться от дорогих им личных вещей. |            |                                                  |                     |                            |                 |             |                     |
| 120 | 8          | «He Said, She Said» «Его слово против её»        | Стефани Беатрис     | Лэнг Фишер                 | 28 февраля 2019 | 608         | 2,36                |
| Эми и Джейк расследуют дело о нападении на мужчину, в ходе которого ему сломали пенис. Обвиняемая, оказавшаяся подчиненной жертвы, заявляет, что сделала это, потому что босс домогался её. Эми решает во что бы то ни стало добиться справедливости и наказать неудавшегося насильника. Тем временем, Холт узнаёт, что его заклятый враг, пойманный им в молодости маньяк по прозвищу «Душитель Диско», погибает в автокатастрофе по пути из тюрьмы в больницу. Капитан начинает подозревать, что преступник совершил хитроумный побег, но Терри и Чарльз не верят ему и считают, что Холт не прав и просто хочет пережить лучшие моменты своей полицейской карьеры. |            |                                                  |                     |                            |                 |             |                     |
| 121 | 9          | «The Golden Child» «Золотой ребёнок»             | Клэр Скэнлон        | Нил Кэмпбелл               | 7 марта 2019    | 609         | 1,99                |
| У лейтенанта Дэвида Сантьяго, брата Эми, который всегда был любимым ребёнком в семье, в рабочем столе находят большое количество наркотиков. Он заявляет сестре и Джейку, что он расследует дело против членов бразильской мафии, и они, узнав об этом, подставили его. Джейк уговаривает Эми помочь брату очистить его имя, несмотря на то, что она всю жизнь завидовала ему из-за любви родителей и успехов в работе. Тем временем, Чарльз устраивает актёрские пробы для Терри и Холта, чтобы выбрать, кто из них отправится под прикрытие и выведает нужную информацию у наркоторговца. |            |                                                  |                     |                            |                 |             |                     |
| 122 | 10         | «Gintars» «Гинтарс»                              | Ребекка Адельман    | Дэвид Филлипс              | 14 марта 2019   | 610         | 2,05                |
| Родной отец приёмного сына Чарльза по имени Гинтарс приезжает в Нью-Йорк из Латвии, чтобы увидеть Николая. Чарльз разрешает ему сделать это, но начинает сильно беспокоиться, когда замечает, что Николай привязался к родному отцу. Джейк беспокоится о своём друге и решает предпринять некие действия для того, чтобы Гинтарса депортировали из Америки. Роза скептически относится к идее Эми и Холта обратиться к знаменитому энтомологу доктору Ии, чтобы тот, используя специально обученных мух, помог им раскрыть убийство. Терри узнаёт, что в его бровях и бороде живут микроскопические клопы, и впадает в панику. |            |                                                  |                     |                            |                 |             |                     |
| 123 | 11         | «The Therapist» «Терапевт»                       | Линда Мендоза       | Джефф Топоски              | 21 марта 2019   | 611         | 2,13                |
| Джейк и Чарльз расследуют убийство женщины, посещавшей психотерапевта. Перальта начинает подозревать врача, но Чарльз не верит другу из-за того, что тот имеет предубеждение к психотерапии. Роза боится знакомить свою девушку с капитаном, потому что думает, что она не понравится Холту. Терри отказывается признаться Эми, что заказал книгу об улучшении сексуальной жизни в браке. |            |                                                  |                     |                            |                 |             |                     |
| 124 | 12         | «Casecation» «Рабникулы»                         | Бет Маккарти-Миллер | Люк Дель Тредичи           | 11 апреля 2019  | 612         | 1,88                |
| Джейк предлагает Эми отметить годовщину их свадьбы на совместном задании, охраняя мафиози, находящегося в коме в больничной палате. Однако обстановка между ними накаляется, когда выясняется, что Эми хочет ребенка, а Перальта не готов поддержать её в этом важном вопросе. |            |                                                  |                     |                            |                 |             |                     |
| 125 | 13         | «The Bimbo» «Бимбо»                              | Джо Ло Трульо       | Пол Уэлш и Мадлен Уолтер   | 18 апреля 2019  | 613         | 1,78                |
| Джейк и Холт расследуют ограбление, произошедшее в университете, в котором работает Кевин. Капитан очень хочет раскрыть это преступление, надеясь доказать коллегам своего мужа, которые относятся к нему с пренебрежением, что он так же умён, как и они. В участке Эми и Терри соревнуются между собой, кто успешней поднимет боевой дух своих подчинённых во время обеденного перерыва. |            |                                                  |                     |                            |                 |             |                     |
| 126 | 14         | «Ticking Clocks» «Тикающие часы»                 | Пэйман Бенц         | Кэрол Колб                 | 25 апреля 2019  | 615         | 1,69                |
| Капитан Холт и его команда за девятнадцать минут должны найти хакера, который пытается взломать полицейский сервер, находясь при этом на территории участка. Кроме того, за это короткое время Розе нужно спасти свои отношения, Терри справиться с буйными девушками из университетского общества, Эми добраться до участка от дантиста, а Хичкоку и Скалли приготовить идеальную лазанью. |            |                                                  |                     |                            |                 |             |                     |
| 127 | 15         | «Return of the King» «Возвращение короля»        | Мелисса Фумеро      | Фил Аугуста Джексон        | 2 мая 2019      | 614         | 1,65                |
| После ухода из участка Джина становится успешным блогером-миллионником и отдаляется от своих старых друзей. Однако после получения большого количества анонимных угроз она просит Джейка и Терри побыть её телохранителями на предстоящей встрече с подписчиками. Холт приходит к выводу, что Николай, сын Чарльза, — вундеркинд, и предлагает Бойлу отправить его в швейцарский пансионат для гениальных детей. Роза приходит на работу с перевязанными руками, так как обожглась о ядовитое растение. Она заявляет своим коллегам, что не нуждается в помощи, и не отказывается от своих слов, даже когда оказывается запертой в кладовке. |            |                                                  |                     |                            |                 |             |                     |
| 128 | 16         | «Cinco de Mayo» «Синко де Майо»                  | Ребекка Эшер        | Дэвид Филлипс              | 9 мая 2019      | 616         | 1,83                |
| Терри очень нервничает в преддверии сдачи лейтенантского экзамена. Чтобы помочь другу отвлечься, его коллеги во главе с Холтом решают провести очередное хэллоуинское ограбление, которое не произошло непосредственно на Хэллоуин из-за того, что тогда в участке прорвались трубы. Поэтому это ограбление посвящают празднику Синко де Майо. Чтобы повысить шансы выигрыша ребята решают работать в парах: Джейк объединяется с Терри, Эми — с Холтом, а Чарльз — с Розой. Однако желание получить титул «Удивительного человека/гения» заставляет каждого из них при любом удобном случае идти на предательство как соперников, так и напарников. |            |                                                  |                     |                            |                 |             |                     |
| 129 | 17         | «Sicko» «Псих»                                   | Мэтью Ноделла       | Джастин Ноубл              | 16 мая 2019     | 617         | 1,63                |
| Терри узнаёт, что его переводят на работу в полицейский участок Стейтон-Айленда, так как бюджет его нынешнего места работы не предусматривает выплаты лейтенантской зарплаты. Роза и Эми говорят ему, что для того чтобы избежать перевода, нужно найти человека, желающего уволиться по собственному желанию, и таким образом, освободить место для лейтенанта. Терри убеждает коллегу, мечтающего о карьере на Бродвее, поверить в себя, уйти из полиции и попытать счастья на сцене, однако вскоре Джеффордс понимает, что тот совсем не умеет петь. Холт поручает Джейку и Чарльзу расследовать дело маньяка, потрошащего своих жертв, и строго-настрого запрещает им пользоваться новым полицейским приложением, которое позволяет анонимно отправлять информацию о преступлениях, так как это приложение активно внедряет его заклятый враг, комиссар Джон Келли. Джейк и Бойл нарушают приказ капитана и ловят преступника, благодаря наводке, оставленной в приложении. Однако на встрече с Келли выясняется, что приложение — это фальшивка, прикрывающая незаконную слежку полиции за гражданскими лицами, санкционированную лично комиссаром Келли. Джейк и его друзья во что бы то ни стало решают остановить комиссара. |            |                                                  |                     |                            |                 |             |                     |
| 130 | 18         | «Suicide Squad» «Отряд самоубийц»                | Дэн Гур             | Дэн Гур и Люк Дель Тредичи | 16 мая 2019     | 618         | 1,55                |
| Для того, чтобы разоблачить комиссара Келли, Джейк заручается поддержкой врагов участка: Стервятника, Мэделин Вунч и Си Джея. Они решают разыграть похищение Си Джея, служащего капитаном полиции, которое должно привести к тому, что капитан Келли, желая отыскать коллегу, воспользуется незаконными методами слежки, а Стервятник и Вунч добудут доказательства этого и предадут их огласке. Однако план рушится из-за глупости Си Джея, профнепригодности Стервятника и взаимного недоверия между Холтом и Вунч. Тем временем, Терри отказывается признавать, что переходит на работу в другой участок. |            |                                                  |                     |                            |                 |             |                     |